# قاعة استماع

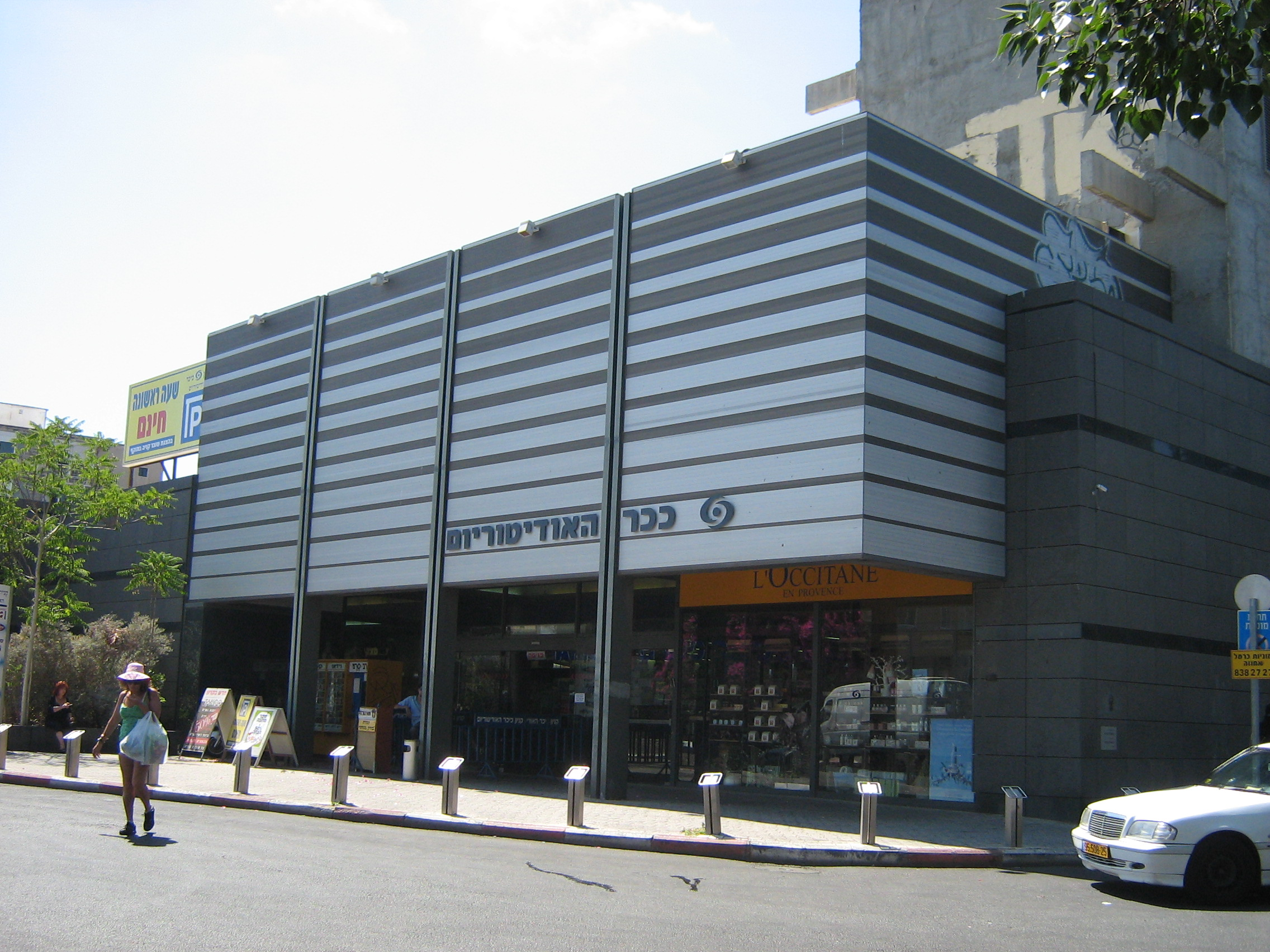
مبنى المَسمع في حيفا.

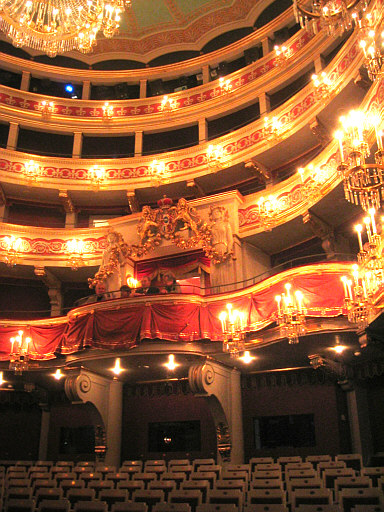
المسرح البلدي في ريغنسبورغ.

قاعة الاستماع أو المَسمَع أو المِسماع (بالإنجليزية: Auditorium) (نقحرة: أوديتوريوم) مصطلح يُستخدم لوصف القاعة المخصصة للجمهور لسماع ومشاهدة العروض كما في المسارح، كما يشمل غرف اجتماعات وقاعات للمناسبات. أما بالنسبة لدور عرض الأفلام، فيشير الأوديتورويم إلى سينما متعددة القاعات.
تم اشتقاق المصطلح من الكلمة اللاتينية (audītōrius)، كما تم استخدام فكرة المَسمع الإغريقي القديم، والذي كان يتكون من سلسلة من الأدراج الدائرية للجلوس، تقسّمها مسارات تسمى "diazomata"، كل أحد عشر صفاً من المقاعد.

## المَسمع الحديث
في التصميم الحديث، عادة ما يتم فصل الجمهور في المسرح عن المؤديين بواسطة قوس خشبة المسرح. تحوي مناطق الجلوس على أجزاء رئيسية، وتشمل بعض أو كل مما يلي:
- الساحة (أرينا): مساحة تشمل الجزء الأسفل من المقاعد، عادة أقل من أو في نفس مستوى خشبة العرض.
- الشرفات: توجد واحدة أو أكثر تقع في الجزء الخلفي من القاعة. توجد في المسارح الكبيرة شرفات ذات مستويات متعددة عموديا فوق أو خلف الساحة. يمكن أن تكون الشرفة عالية جدا وعلى مسافات بعيدة عن المسرح، خصوصا في دور الأوبرا الكبيرة.
- الصناديق: وهي مناطق جلوس صغيرة مفصولة عن باقي مقاعد المَسمع، مخصصة لعدد محدود من الناس. عادة ما تعتبر هذه المقاعد أرقى من باقي المقاعد في الأسفل، وتوجد في بعض الأحيان مقصورات خاصة بكبار الشخصيات.

## وصلات خارجية
- معرض نظام الصوتيات في قاعات العرض نسخة محفوظة 23 أبريل 2007 على موقع واي باك مشين.